# Bimota GB1
La GB1 est un modèle de motocyclette du constructeur italien Bimota.
La GB1 est la seule Bimota à être mue par un moteur Gilera. Elle est entièrement développée pour la compétition et a couru uniquement dans le championnat monocylindre italien, au côté de la Ducati Supermono. Le projet est dirigé par Pierluigi Marconi.
Du temps où il travaillait chez Bimota, Federico Martini avait envisagé de créer un modèle monocylindre, avec une préférence pour le moteur de la Gilera Saturno. L'accord n'a jamais été donné par les dirigeants de Bimota. Une fois engagé chez Gilera, Martini pu mener son projet à bien, en créant la Gilera Piuma. Après la victoire de Flavio Agradi, sur une Gilera 750 RC au rallye de Tunisie 1993, Martini récupère trois moteurs et les confie à Bimota pour créer trois machines capables de s'engager en championnat monocylindre italien. Deux courront sous l'égide de Bimota, la troisième sera confiée à Gilera pour en effectuer le développement.
Le moteur est un monocylindre de 743 cm3, provenant de la 750 RC qui courut le Paris-Dakar en 1993. Il développe 77 chevaux à 8 800 tr/min. Il est alimenté par une injection électronique conçu en partenariat entre Bimota et Weber. L'ensemble pèse 43 kg.
Ce moteur est dépourvu de balancier d'équilibrage. Les vibrations mettant à mal les différents éléments de la moto, de nombreuses casses ont été recensées.
Le cadre est un treillis tubulaire en alliage de chrome-molybdène avec des tubes de section ronde. Le bras oscillant, peint du même vert que le carénage, est également fait d'un treillis tubulaire en alliage léger, mais avec des tubes de section ovale. Le cadre et le bras oscillant sont reliés entre eux par deux pièces en aluminium, à la manière de ce qui équipera la DB7 ou la DB8.
La fourche télescopique classique de 43 mm de diamètre et le monoamortisseur sont signés Païoli. Une machine a été équipée avec une fourche Païoli de 41 mm et un monoamortisseur Öhlins.
Le freinage est assuré par Brembo avec deux disques de 280 mm de diamètre à l'avant et un disque de 210 mm à l'arrière. 
Les dimensions sont contenues puisque la GB1 annonce un empattement de 1 330 mm, un angle de chasse de 23,5° et un poids de 119 kg.
Les premiers tours de roue de la GB1 se font sur le circuit de Misano, le 14 mars 1993, aux mains du pilote Gianluca Galasso. La machine fini la course à la quatrième place alors que son montage a été effectué en une semaine, et terminé à 3 jours du début des qualifications.
Les GB1 produites arboraient une peinture tricolore vert, blanc et rouge, avec les numéros de course sur fond jaune sur les flancs de selle. Les anneaux entrelacés, logo de Gilera prennent place sur le carénage, tandis que le logo de Bimota est situé sur la tête de fourche et sur la partie verte du carénage. Les jantes sont blanches.
Selon les sources, deux ou trois motos ont été produites. Une est encore conservé par Gilera. Celle-ci possède des jantes Marvic tandis que les photos montrent qu'elles étaient équipées de Marchesini. Elle arbore également des entrées d'air sur le haut du carénage alors qu'une autre photo montre des entrées d'air sur le haut de la bulle, ou pas d'entrée d'air du tout.
Sur les différentes photos, on voit que le silencieux d'échappement est placé sous la selle ou qu'il est déporté à droite.